# TTC Schwalbe Bergneustadt
Der TTC Schwalbe Bergneustadt ist ein deutscher Tischtennisverein aus Bergneustadt (Nordrhein-Westfalen). Seit der Saison 2014/15 spielt die Herrenmannschaft in der Bundesliga.
Benannt ist der Verein nach seinem Hauptsponsor Schwalbe, einem Reifenhersteller aus Reichshof.

## Historie
| Kader der ersten Mannschaft | Kader der ersten Mannschaft | Kader der ersten Mannschaft | Kader der ersten Mannschaft | Kader der ersten Mannschaft | Kader der ersten Mannschaft |
| --------------------------- | --------------------------- | --------------------------- | --------------------------- | --------------------------- | --------------------------- |
| 2013/14                     | Duda                        | Kojić                       | Dyjas                       | Rosenberg                   | Kushov                      |
| 2014/15                     | Duda                        | Kojić                       | Mengel                      | Tsuboi                      |                             |
| 2015/16                     | Duda                        | Walther                     | Mengel                      | Tsuboi                      |                             |
| 2016/17                     | Duda                        | Walther                     | Mengel                      | Schreiner                   |                             |
| 2017/18                     | Duda                        | Robles                      | Mengel                      | Achanta                     |                             |
| 2018/19                     | Duda                        | Robles                      | Drinkhall                   | Sidorenko                   |                             |
| 2019/20                     | Duda                        | Robles                      | Drinkhall                   | Miño                        |                             |
| 2020/21                     | Duda                        | Robles                      | Fegerl                      | Miño                        |                             |
| 2021/22                     | Duda                        | Robles                      | Ranefur                     | Miño                        |                             |
| 2022/23                     | Duda                        | Assar                       | Ruiz                        | Miño                        |                             |
| 2023/24                     | Duda                        | Rassenfosse                 | Ruiz                        | Jha                         |                             |
| 2024/25                     | Duda                        | Rassenfosse                 | Ruiz                        | Jha                         |                             |

Der Verein wurde 1946 gegründet von Ralf Bohle († 2010), Chef der Firma Schwalbe. 1998 gelang den Herren der Aufstieg von der Regionalliga in die 2. Bundesliga Nord. Hier verweilten sie, bis sie am Ende der Saison 2013/14 Meister wurden (in der Besetzung Frane Kojić, Benedikt Duda, Roman Rosenberg, Jakub Dyjas, Muhamed Kushov) und somit in die 1. Bundesliga aufstiegen. Hier verstärkte man sich mit Nationalspieler Steffen Mengel vom TTC Frickenhausen und dem Brasilianer Gustavo Tsuboi und wurde mit sieben Siegen auf Anhieb Siebter. Für die Saison 2015/16 kam außerdem Ricardo Walther vom TTC Hagen hinzu, und die Mannschaft konnte sich bis zuletzt Hoffnungen auf einen Playoff-Platz machen (obwohl Tsuboi in der gesamten Saison nur auf drei Einsätze kam). Nachdem das Team sich mit einem Sieg über den direkten Konkurrenten Borussia Düsseldorf am vorletzten Spieltag eine gute Ausgangsposition verschafft hatte, verspielte es den vierten Platz zum Saisonende allerdings wieder durch eine knappe Niederlage gegen den Tabellenachten Post SV Mühlhausen.
Im Rahmen des Konzepts, deutschen Nachwuchsspielern eine Plattform zu bieten, trennte man sich zur Saison 2016/17 von Gustavo Tsuboi und verpflichtete dafür Florian Schreiner, der aber nur am letzten Spieltag der erneut auf Platz fünf beendeten Saison zum Einsatz kam und danach verletzungsbedingt seine Profikarriere beendete. Er und Ricardo Walther wurden zur Saison 2017/18 durch Sharath Kamal Achanta und Álvaro Robles ersetzt. Achanta und Mengel konnten aber nicht an die Leistungen der vorherigen Saison (Bilanzen von 5:4 und 13:10) anknüpfen, sodass Bergneustadt diesmal in der ganzen Saison nicht über Rang 7 hinauskam und am Ende den achten Platz belegte. Danach verließen Mengel und Achanta den Verein, für sie kamen Paul Drinkhall und der 16-jährige Wladimir Sidorenko. In der Saison 2018/19 spielte der Verein wieder erfolgreicher, auch weil Drinkhall und Robles mit einer 6:1-Bilanz das beste Doppel der Liga stellten und so die meisten knappen Spiele zugunsten von Bergneustadt entscheiden konnten. Mit Platz 4 qualifizierte man sich so zum ersten Mal für die Play-offs und schied dort im Halbfinale gegen die TTF Liebherr Ochsenhausen aus. Während der Saison wurde die Spielstätte außerdem von der Gummersbacher Schwalbe-Arena nach Bergneustadt verlegt; der Zuschauerschnitt, der nach 344 in der ersten Saison auf 122 in der Saison 2017/18 gefallen war, stieg danach wieder stark an: von 199 in den vier ersten Heimspielen der Saison 2018/19 auf 397 in den übrigen Partien.
Für Sidorenko kam zur nächsten Saison Alberto Miño, am Ende belegte man den sechsten Platz. 2020 wurde dann Drinkhall durch Stefan Fegerl ersetzt, mit dem der siebte Rang erreicht wurde. Anschließend verließ Fegerl Bergneustadt, für ihn kam Elias Ranefur.
2022 schlossen sich Omar Assar und Romain Ruiz dem Verein an, um Robles und Ranefur zu ersetzen. Assar verlor Mitte 2023 allerdings seine Spielberechtigung, da er vor Saisonende zusätzlich in der ägyptischen Liga gespielt hatte. In der Saison 2023/24 trat Bergneustadt daher mit Duda, Ruiz und Neuzugang Adrien Rassenfosse an und verstärkte sich zur Rückrunde mit Kanak Jha.
Bekannte Spieler der Vergangenheit waren u. a. Vladislav Broda, Jonathan Groth (Dänemark), Andrew Baggaley (England), Jörg Bitzigeio, Miroslav Broda, Manfred Nieswand, Sandor Jankovic (früher bei Borussia Düsseldorf), Seiya Kishikawa (Japan), Matthias Höring, und Boris Rosenberg (ehem. UdSSR).
Die Damenmannschaft spielte in der Saison 2011/12 in der 2. Bundesliga, 2016/17 in der Oberliga West.

## Titel

### Deutsche Mannschaftsmeister

#### Senioren 40
- 2002/2003: TTC Schwalbe Bergneustadt[22]
- 2002/2003: TTC Schwalbe Bergneustadt[22]
- 2004/2005: TTC Schwalbe Bergneustadt[22]
- 2005/2006: TTC Schwalbe Bergneustadt[22]
- 2006/2007: TTC Schwalbe Bergneustadt[22]
- 2007/2008: TTC Schwalbe Bergneustadt[22]
- 2008/2009: TTC Schwalbe Bergneustadt[22]
- 2010/2011: TTC Schwalbe Bergneustadt[22]
- 2011/2012: TTC Schwalbe Bergneustadt[22]
- 2012/2013: TTC Schwalbe Bergneustadt[22]

#### Senioren 50
- 2010/2011: TTC Schwalbe Bergneustadt[22]
- 2012/2013: TTC Schwalbe Bergneustadt[22]
- 2013/2014: TTC Schwalbe Bergneustadt[22]
- 2014/2015: TTC Schwalbe Bergneustadt[22]
- 2015/2016: TTC Schwalbe Bergneustadt[22]

#### Jungen
- 2006/2007: TTC Schwalbe Bergneustadt[22]

#### Mädchen
- 2010/2011: TTC Schwalbe Bergneustadt[22]

### Westdeutsche Mannschaftsmeister

#### Jungen
- 2006/2007: TTC Schwalbe Bergneustadt[23]

### Westdeutsche Pokalsieger

#### B-Schüler
- 2006/2007: TTC Schwalbe Bergneustadt[24]

#### Senioren
- 2002/03: TTC Schwalbe Bergneustadt[24]
- 2003/04: TTC Schwalbe Bergneustadt[24]
- 2004/05: TTC Schwalbe Bergneustadt[24]
- 2005/06: TTC Schwalbe Bergneustadt[24]
- 2006/07: TTC Schwalbe Bergneustadt[24]

#### Seniorinnen
- 2006/2007: TTC Schwalbe Bergneustadt[24]